# Zucht- und Waisenhaus (Weimar)

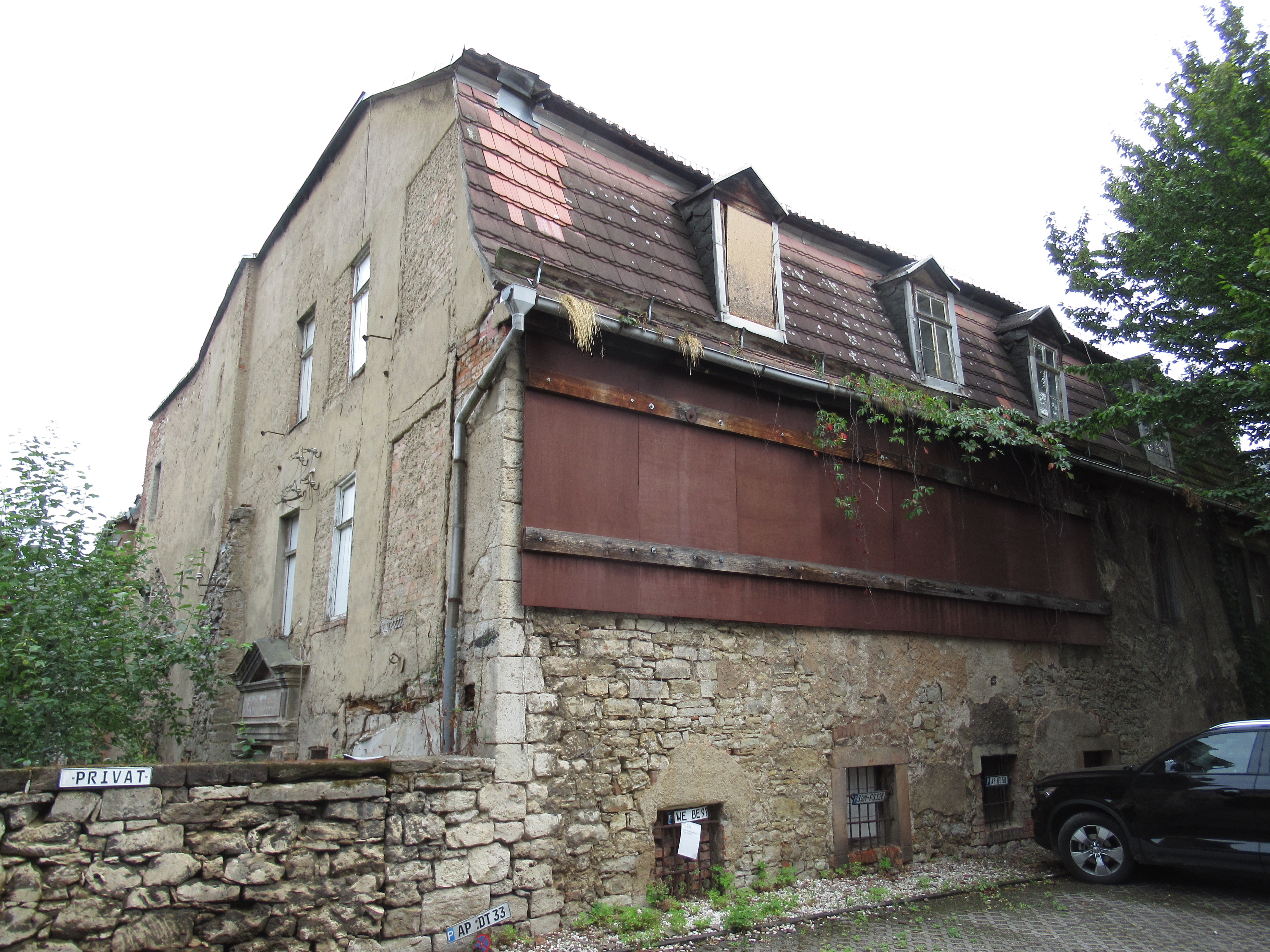
Rest des ehemaligen Zucht- und Waisenhauses

Das Zucht- und Waisenhaus in Weimar ist ein Gebäude des Baumeisters Christian Richter von 1713.

## Lage und Funktion

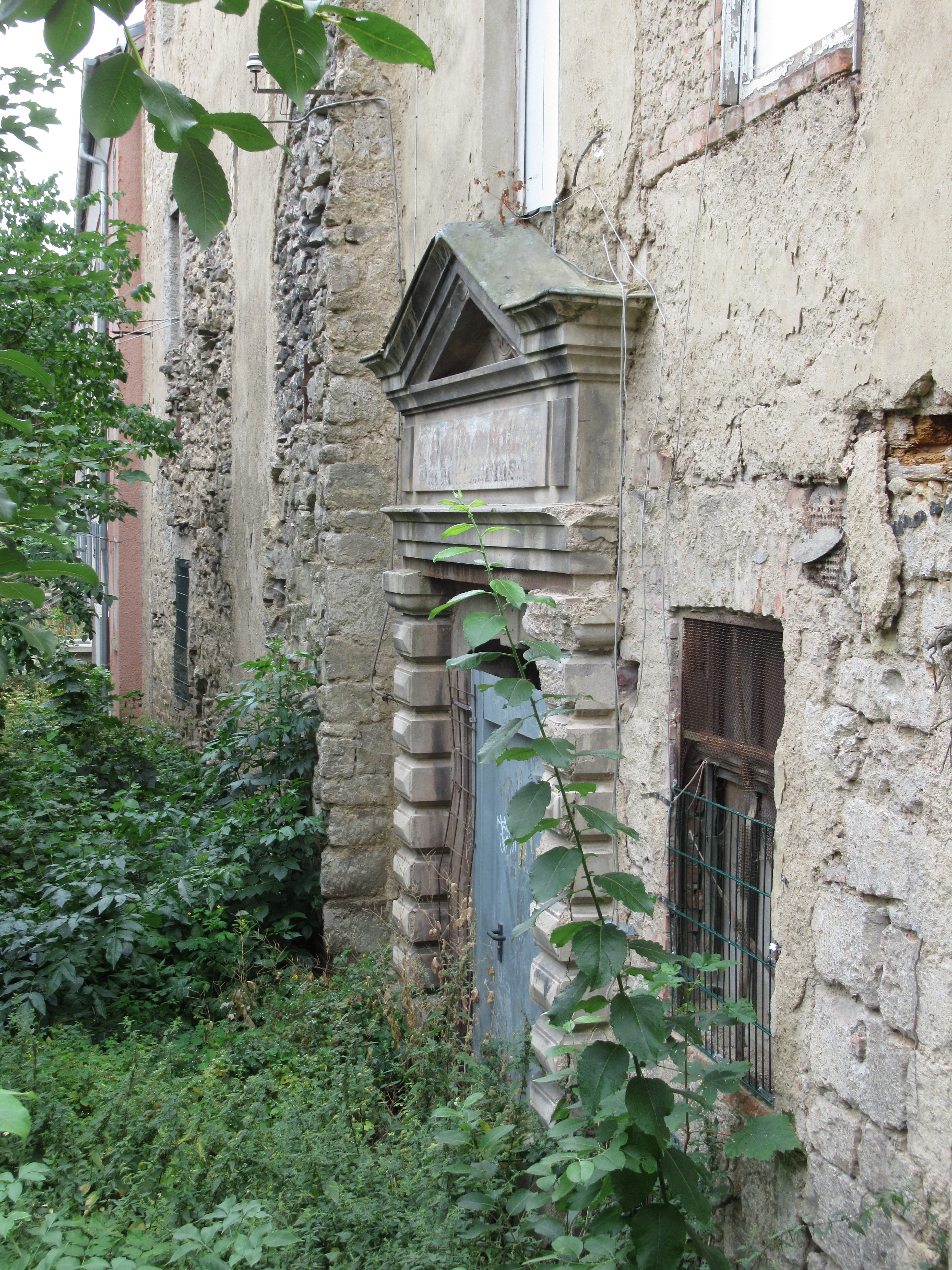
Portal mit der Inschrift „Speiseanstalt“ und der Jahresangabe 1890

Der Bau befindet sich in der Böttchergasse 9 vor dem Rest des Zeughauses.
Da in Weimar zeitweilig eine Raumnot für Neuansiedler herrschte, war die Anwesenheit von Hugenotten nicht von jedermann geschätzt. Das  Gebäude  war später Schule und Speiseanstalt (davon zeugt noch eine Inschrift am Tor). Im Jahre 1927 befand sich darin eine Mittelstandküche und eine Näh- und Wärmestube. 1936 war der Träger der Landesfrauenverein Thüringen (Abt. patriotisches Institut Weimar, Suppenanstalt). Räume in den oberen Etagen nutzten auch die Hitlerjugend und der Bund Deutscher Mädel. Das Eckhaus ist der letzte Rest der im Zweiten Weltkrieg sonst zerstörten Umgebung. Dem Erdboden gleichgemacht wurde auch das Landgericht in der benachbarten Geleitstraße, in welchem auch Hinrichtungen stattfanden. Bis 1918 war in diesem Gebäude außerdem die Großherzogliche Gewerbeschule untergebracht.

## Geschichte
Das von Richter errichtete Gebäude kam auf Veranlassung von Herzog Wilhelm Ernst dorthin. Den Hinzugezogenen wurde indes Bauland zugesichert und zudem für 30 Jahre Steuerfreiheit als Anreiz, sich in Weimar niederzulassen. Die Präsenz der Hugenotten in Weimar endete faktisch aber bereits im August 1717, als der Manufakturvorsteher Jacques Coste (* 1651 in Metz) von seiner Funktion zurücktrat.
Das Arbeitshaus nahe der Federwischmühle, erbaut von Anton Georg Hauptmann, gab es zu der Zeit noch nicht.